# ALROSA
ALROSA - grupa rusă din compania de minerit diamant, care ocupe poziție de lider în lume de volumul minerit diamant. Corporație implicată în explorarea de depozite, minerit, prelucrarea și vânzare comercializarea de diamante brute. Principalele activități sunt concentrate în Yakutia, precum și regiunea Arkhangelsk și Africa.
ALROSA produce 97% din toate diamantele din Rusia, pondere în producția mondială a diamantelor este de 27%. Compania a dovedit că rezervele sunt suficiente pentru a menține nivelurile actuale de producție cu cel puțin 18-20 de ani. Rezervele de prognoze ALROSA sunt aproximativ o ⅓ totalul rezervelor mondiale de diamante.
Compania este deținută de guvernul rus. Veniturile companiei în Rusia în 2021 s-au ridicat la 2,9 miliarde de dolari.

## PRODUCERE
Ca din iunie 2013 rezerve șu resurse, în conformitate cu Codul JORC au fost 971,7 milioane de carate (dintre acestea s-au confirmate – 664,8 milioane de carate, probabil – 308,2 milioane de carate), care este de 97% reserve din toate Rusia ea materii prime.
În present principal capacitatea de producție ALROSA concentrate în vestul Yakutia și regiunea Arkhangelsk. De tot ALROSA este in curs de dezvoltare 22 de depozit. Baza de producție este format din 9 depozitelor primare și 13 depozite placer. Depozitelor primare sunt prelucrate ca deschise (în carieră) și miniere subterane. Pe teritoriul Republicii Sakha (Yakutia) are patru plante minier de concentrare – Mirninsky, Aikhalsky, Udachninsky, Nurbinsky.

## IPO
28 octombrie 2013 companie a avut loc un IPO, în timpul care a vandut o participatie de 16% (7% din acțiuni acordate Federația Rusă și Guvernul de Yakutia, un alt 2% - hârtie kvazikazna). Mia mult 60% din volmul de plasament au cumpărat investitori din SUA, 24% - din Europa (20% - Marea Britanie), 14% au primit de investitori din Rusia. Investiție fondurile Oppenheimer Funds și Lazard primite de 2% fiecare. În timpul IPO, compania a atras 41,3 miliarde de ruble (aproximativ 1,3 miliarde dolari) .

## Marketing
Organizații de vânzări Alrosa au birouri în toate centrele majore de diamante – SUA, Belgia, Emiratele Arabe Unite, China, Marea Bratanie și Israel.
În 2012, ALROSA are contracte pe termen lung cu compania belgiană Laurelton Diamonds Inc, care cumpără diamante pentru compania americană de bijuterii Tiffany & Co. În conformitate cu termenii acordului comercial de trei ani în prima etapă Tiffany & Co. posibilitatea de a cumpăra diamante brute anual aproximativ 60 milioane dolari.
În mai 2013 ALROSA și casa de licitații Sotheby’s a semnat un memorandum de cooperare. Prin termenii săi, Alrosa ar putea realiza la licitație mare premium diamante Sotheby făcut o filială a "Diamonds ALROSA ", precum și bijuterii cu aceste diamante. Inscrisa de vânzare pietrele vor fi certificate Gemological Institute of America (GIA) .
ALROSA a promovat în mod activ autoritățile ruse în punerea în aplicare a obiectivelor și cerințele de performanță ale Procesului Kimberley.

## INDICATORI DE PERFORMANȚĂ
În 2012 grupa din compania ALROSA produce 34,4 milioane de carate de diamante. În 2012 producția de diamante în termeni de valoare sa ridicat la 4 610,7 milioane dolari. La sfârșitul anului de punere în aplicare a producției de diamant brut grupul ALROSA s-au ridicat 4 610,7 milioane dolari, diamant – 160,6 milioane dolari. Venitul brut anual din vânzarea produsului principal grupul ALROSA este mai mult de 4,0 miliarde dolari.